# 16186 Helenajiang
16186 Helenajiang este o planetă minoră (asteroid), cu un diametru de 5,585 km, din centura de asteroizi. A fost descoperită pe 5 ianuarie 2000 la Experimental Test Site⁠(d) de Lincoln Near-Earth Asteroid Research. 
Obiectul prezintă o orbită caracterizată de o semiaxă mare de 2,5967888 UAi, o excentricitate de 0,11, o înclinație de 13,74571 ° în raport cu ecliptica.